# Agostinho Oliveira
Agostinho Vieira de Oliveria (Póvoa de Lanhoso, 5 febbraio 1947) è un allenatore di calcio ed ex calciatore portoghese.

## Carriera

### Giocatore
Ha militato nello Sporting Clube de Braga, nel ruolo di difensore, dal 1966 al 1984, anno del ritiro.

### Allenatore
Dopo aver allenato la Nazionale Under-21, venne chiamato dalla Federazione calcistica del Portogallo ad allenare la Nazionale maggiore, dopo le dimissioni di António Luís Alves Ribeiro Oliveira in seguito al campionato del mondo 2002.
Ebbe il ruolo di CT a tempo, in attesa dell'arrivo di Luiz Felipe Scolari, avvenuto a fine anno.
Successivamente tornò ad allenare l'Under-21 e, dal 2008, è diventato assistente di Carlos Queiroz.

## Palmarès

### Giocatore

#### Competizioni nazionali
- Taça Federação Portuguesa de Futebol: 1

Sporting Braga: 1976-1977